# Dąbrowa (Radków)
Dąbrowa – część wsi Radków w Polsce, położona w województwie lubelskim, w powiecie tomaszowskim, w gminie Telatyn.
W latach 1975–1998 Dąbrowa położona była w województwie zamojskim.
Wierni Kościoła rzymskokatolickiego należą do parafii św. Jana Chrzciciela w Rzeplinie.